# Le Lac (poème)
 (janvier 2021).
Si vous disposez d'ouvrages ou d'articles de référence ou si vous connaissez des sites web de qualité traitant du thème abordé ici, merci de compléter l'article en donnant les références utiles à sa vérifiabilité et en les liant à la section « Notes et références ».
Pour les articles homonymes, voir Le Lac.
Le Lac est un des plus célèbres poèmes de Lamartine paru dans les Méditations poétiques en 1820, considéré comme un des fleurons de la poésie romantique française.

## Historique
Julie Charles (l'épouse du célèbre physicien Jacques Charles) était une personne que Lamartine admirait. La muse du poète n'avait pas pu se rendre en août 1817 au Lac du Bourget (lieu de maintes rencontres) où elle devait le revoir. Phtisique, elle mourut en effet peu après. Lamartine revient seul revoir les lieux qu'il a visités autrefois avec elle, comme la grotte qui porte aujourd'hui son nom. Surpris de trouver la nature toujours semblable à elle-même et indifférente, il souhaite qu'elle garde au moins le souvenir de leur bonheur passé. La douceur mélodieuse des vers exprime heureusement le calme voluptueux d'une nuit d'été, et la fuite rapide des heures.
L'œuvre, composée de seize quatrains, rencontre un grand succès et propulse son auteur au premier rang de la poésie romantique et du lyrisme.

## Texte
Deux quatrains sont particulièrement connus : le quatrième et le sixième, qui commencent respectivement par "Un soir, t’en souvient-il ?" et "Ô temps ! suspends ton vol".

Ainsi, toujours poussés vers de nouveaux rivages,
Dans la nuit éternelle emportés sans retour,
Ne pourrons-nous jamais sur l’océan des âges
Jeter l’ancre un seul jour ?

Ô lac ! l’année à peine a fini sa carrière,
Et près des flots chéris qu’elle devait revoir,
Regarde ! je viens seul m’asseoir sur cette pierre
Où tu la vis s’asseoir !

Tu mugissais ainsi sous ces roches profondes,
Ainsi tu te brisais sur leurs flancs déchirés,
Ainsi le vent jetait l’écume de tes ondes
Sur ses pieds adorés.

Un soir, t’en souvient-il ? nous voguions en silence ;
On n’entendait au loin, sur l’onde et sous les cieux,
Que le bruit des rameurs qui frappaient en cadence
Tes flots harmonieux.

Tout à coup des accents inconnus à la terre
Du rivage charmé frappèrent les échos ;
Le flot fut attentif, et la voix qui m’est chère
Laissa tomber ces mots :

« Ô temps ! suspends ton vol, et vous, heures propices !
Suspendez votre cours :
Laissez-nous savourer les rapides délices
Des plus beaux de nos jours ! »

« Assez de malheureux ici-bas vous implorent,
Coulez, coulez pour eux ;
Prenez avec leurs jours les soins qui les dévorent ;
Oubliez les heureux. »

« Mais je demande en vain quelques moments encore,
Le temps m’échappe et fuit ;
Je dis à cette nuit : Sois plus lente ; et l’aurore
Va dissiper la nuit. »

« Aimons donc, aimons donc ! de l’heure fugitive,
Hâtons-nous, jouissons !
L’homme n’a point de port, le temps n’a point de rive ;
Il coule, et nous passons ! »

Temps jaloux, se peut-il que ces moments d’ivresse,
Où l’amour à longs flots nous verse le bonheur,
S’envolent loin de nous de la même vitesse
Que les jours de malheur ?

Eh quoi ! n’en pourrons-nous fixer au moins la trace ?
Quoi ! passés pour jamais ! quoi ! tout entiers perdus !
Ce temps qui les donna, ce temps qui les efface,
Ne nous les rendra plus !

Éternité, néant, passé, sombres abîmes,
Que faites-vous des jours que vous engloutissez ?
Parlez : nous rendrez-vous ces extases sublimes
Que vous nous ravissez ?

Ô lac ! rochers muets ! grottes ! forêt obscure !
Vous, que le temps épargne ou qu’il peut rajeunir,
Gardez de cette nuit, gardez, belle nature,
Au moins le souvenir !

Qu’il soit dans ton repos, qu’il soit dans tes orages,
Beau lac, et dans l’aspect de tes riants coteaux,
Et dans ces noirs sapins, et dans ces rocs sauvages
Qui pendent sur tes eaux.

Qu’il soit dans le zéphyr qui frémit et qui passe,
Dans les bruits de tes bords par tes bords répétés,
Dans l’astre au front d’argent qui blanchit ta surface
De ses molles clartés.

Que le vent qui gémit, le roseau qui soupire,
Que les parfums légers de ton air embaumé,
Que tout ce qu’on entend, l’on voit ou l’on respire,
Tout dise : Ils ont aimé !

## Postérité
Cette composition est souvent comparée à la Tristesse d'Olympio de Victor Hugo et au Souvenir d'Alfred de Musset[réf. souhaitée].
Elle est mise en musique par Louis Niedermeyer dans les années 1820, Camille Saint-Saëns en 1856 et  Francis Thomé en 1912.

## Dans la fiction
- Quelques vers du poème sont énoncés par le Capitaine Haddock à la page 32 du douzième album des Aventures de Tintin, Le Trésor de Rackham le Rouge, alors qu'il tient de la main le gouvernail de la barque qui le mène, avec Tintin, Milou, et les Dupondt, au chalutier Sirius.
- On trouve également deux références au poème dans l'album Schtroumpf les Bains. La première lorsque le Schtroumpf Poète, le Schtroumpf Artiste et le Schtroumpf Bricoleur naviguent pour la première fois sur le lac de ce qui deviendra le village de vacances des Schtroumpfs. La seconde lorsque ces derniers reviennent au village.
- Dans le film Olivia de Jacqueline Audry, Edwige Feuillère lit le sixième et le treizième quatrain.
- …suspends ton vol, nouvelle d'Élisabeth Vonarburg (mai 1992).
- Dans l'épisode 7 de la série La Maison des bois de Maurice Pialat (1971), Brigitte récite à sa mère les six premiers quatrains du poème.
- Sur l'album "Front de Libération des Arbres Fruitiers", Julos Beaucarne récite et commente le deuxième quatrain.